# Portland Art Museum
El Portland Art Museum (Museu d'Art de Portland) és un museu d'art ubicat a Portland, Oregon,als Estats Units.
Va ser fundat el 1892, fet que el converteix en el museu d'art més antic de la costa oest i el setè més antic dels Estats Units. Després d'una recent renovació, el Portland Art Museum s'ha convertit en un dels 20 museus d'art més grans dels Estats Units, amb un total de 22.000 m². La seva col·lecció permanent compta amb més de 42.000 obres d'art.
El Museu d'Art de Portland compta amb un centre d'art nadiu americà, un centre d'art del Nord-oest, un centre d'art modern i contemporani, exposicions permanents d'art asiàtic, i un jardí a l'aire lliure amb escultures públiques. El Centre de Cinema del Nord-oest també forma part del museu.

## Missió
La missió del Museu d'Art de Portland és servir al públic, garantint l'accés a l'art de qualitat, educar a una audiència diversa sobre l'art i recollir i preservar una àmplia gamma d'art per a l'enriquiment de les generacions presents i futures. El museu està acreditat per l'Associació Americana de Museus, amb l'acreditació a través de 2024.